# Aphanesthes
Aphanesthes is een geslacht van kevers uit de familie bladsprietkevers (Scarabaeidae). Het geslacht werd voor het eerst wetenschappelijk beschreven in 1880 door Kraatz.

## Soorten
- Aphanesthes pullata (Janson, 1873)
- Aphanesthes succinea (Hope, 1843)
- Aphanesthes trapezifera (Thomson, 1878)